# Aratürük
Aratürük (chinesisch 伊吾县, Pinyin Yīwú Xiàn, uigurisch ئارا تۈرۈك ناھىيىسى Ara Türük Naⱨiyisi) ist ein Kreis in der Volksrepublik China. Er gehört zur bezirksfreien Stadt Kumul/Hami im Uigurischen Autonomen Gebiet Xinjiang. Er verwaltet ein Territorium von 19820,72 Quadratkilometern, die nur sehr dünn besiedelt sind.

## Geographie
Aratürük liegt im Osten Xinjiangs und im Nordosten von Kumul in einer Entfernung von 761 Kilometern zur Gebietshauptstadt Urumqi. Es grenzt im Süden an den Stadtbezirk Yizhou, im Westen an Barkol, im Osten und Norden an die Mongolei (Gobi-Altai-Aimag). Sein Relief steigt von Nordosten nach Südwesten an. Im Süden befinden sich die Bergketten des Tian-Shan-Gebirges, in der Mitte das nördliche, hügelig-bergige Vorland des Tian Shan. Der Norden und Osten sind eben. Das Klima ist kontinental und mit 89 Millimetern pro Jahr Niederschlag sehr trocken. Die Jahresdurchschnittstemperatur liegt bei 3,6 °C, die Temperaturunterschiede zwischen Tag und Nacht sowie Sommer und Winter sind hoch. Aratürük wird von Schmelzwasser aus den Gletschern des Tian Shan und von Gebirgsquellen mit Wasser versorgt.

## Bevölkerung
Aratürük zählte am Jahresende 2012 eine Gesamtbevölkerung von etwa 20.000 Einwohnern. Die Bevölkerungszählung des Jahres 2000 hatte eine Gesamtbevölkerung von 17.418 Personen in 4514 Haushalten ergeben, davon 9056 Männer und 8362 Frauen. Die Bevölkerung Aratürüks setzt sich aus zehn Nationalitäten zusammen, wovon die Han, Uiguren, Kasachen und Hui die wichtigsten sind.

## Administrative Gliederung
Der Kreis Aratürük setzt sich per 2018 auf Gemeindeebene aus drei Großgemeinden, drei Gemeinden, einer Nationalitätengemeinde und einigen staatlichen Einrichtungen zusammen:
- Großgemeinden Yiwu (伊吾镇), Naomaohu (淖毛湖镇), Yanchi (盐池镇)
- Gemeinden Weizixia (苇子峡乡), Xiamaya (下马崖乡), Tuhulu (吐葫芦乡)
- Nationalitätengemeinde Qianshan (前山哈萨克族乡) der Kasachen
- Industriegebiet Yiwu (伊吾县工业加工区), Wirtschaftsentwicklungsgebiet Yiwu-Shannan (伊吾县山南开发区管委会), Militärfarm Naomaohu (兵团淖毛湖农场)[3]

## Wirtschaft und Verkehr
In Aratürük gibt es Vorkommen von Kohle, Mirabilit, Eisen, Kupfer, Alaun, Achat, Gold, Erdöl und Granit.
Die Landwirtschaft Aratürüks ist für Cantaloupe-Melonen und gesalzenes Hammelfleisch bekannt.
Aratürük ist mittels einer Fernstraße mit dem Stadtgebiet von Kumul und mit Barkol verbunden. Die Großgemeinde Naomaohu ist Endpunkt der Bahnstrecke Naomaohu–Hongliuhe, die nur für den Güterverkehr genutzt wird.